# Tales of Hearts
Tales of Hearts (яп. テイルズオブハーツ Тэйрудзу обу Ха:цу) — ролевая компьютерная игра, одиннадцатая часть серии Tales, разработанная Namco Tales Studio и выпущенная Namco Bandai Games эксклюзивно в Японии для игровой приставки Nintendo DS 18 декабря 2008 года. Разработчики игры характеризуют жанр Tales of Hearts как RPG для встречи с сердцем (яп. 心と出会うRPG Кокоро то дэау RPG). В игре используются двухмерные спрайты, трёхмерные задние фоны; кроме того, эта первая игра в серии, в которой для анимации персонажей во внутриигровом видео использовалась графика CGI. В первом или втором квартале 2013 года планируется выход ремейка игры под названием Tales of Hearts R для приставки PlayStation Vita.

## Разработка
Tales of Hearts была официально анонсирована в журнале V-Jump вместе с Tales of the World: Radiant Mythology 2. В 2008 году она была представлена на выставке Fiscal Year. Также было объявлено о том, что это первая игра серии для Nintendo DS, которую будет разрабатывать Namco Tales Studio и во внутриигровом видео которой будет использоваться как рисованая, так и CGI-графика. Продюсер Хидэо Баба в одном из интервью сказал, что разработка была начала зимой 2006 года после того, как был завершён дебаггинг ремейка Tales of Destiny для PlayStation 2. Хидэо Баба также отметил, что разработкой занималась новая команда, в которую вошли люди, работавшие над Tales of Destiny для PS 2, а также члены «Team Symphonia». Было официально объявлено о том, что будет выпущено две версии игры: в одной будет использоваться рисованая графика, а в другой — CGI; релиз должен был состояться в один день. На фестивале «Tales of Festival 2008» разработчики сообщили, что игра будет выпущена на 2-х гигабитном картридже.

## Отзывы и критика
| Сводный рейтинг | Сводный рейтинг |
| Агрегатор       | Оценка          |
| --------------- | --------------- |
| GameRankings    | 76,00 %         |

Японский журнал Weekly Famitsu присвоил игре 33 балла из 40 возможных. Обозреватели журнала отмечали насыщенный сюжет и «очень увлекательные» битвы в игре; однако они бы хотели, чтобы между двумя версиями игры было больше отличий. Tales of Hearts стала четвёртой самой продаваемой игрой серии за первую неделю — в Японии было продано 141 610 копий.